# امبارلی، بورسکا
امبارلی، بورسکا (به لاتین: Ambarlı, Borçka) یک منطقهٔ مسکونی در ترکیه است که در استان آرتوین واقع شده‌است.

## خصوصیات
امبارلی ۲۴۴ نفر جمعیت دارد.